# The Body Snatcher
"The Body Snatcher" este o povestire a autorului scoțian Robert Louis Stevenson (1850–1894). Prima dată publicată în Pall Mall Christmas "Extra" din decembrie 1884, personajele sale sunt criminali reali care au vândut cadavrele chirurgului Robert Knox (1791–1862) pentru disecție la prelegerile sale anatomice.

## Ecranizări
A fost ecranizată în 1945 în regia lui Robert Wise, fiind ultimul film cu Boris Karloff și Bela Lugosi.  O versiune pentru televiziune a fost realizată în 1966, în regia lui Toby Robertson.